# West Chop Light
West Chop Light ist ein historischer Leuchtturm in Tisbury im Bundesstaat Massachusetts der Vereinigten Staaten. Das Gebäude wurde 1987 im Rahmen der Multiple Property Submission Lighthouses of Massachusetts MPS in das National Register of Historic Places aufgenommen.

## Geschichte
Die als West Chop bekannte Gegend war eine Schafweide, bevor das Gebiet im 19. Jahrhundert als exklusive Sommerfrische entwickelt wurde und der Hafen den meisten Schiffsverkehr der Insel aufwies. Der Hafen bei der Ortschaft Vineyard Haven wird heute noch intensiv von Fähren genutzt. Obwohl der Vineyard Haven Harbor sehr betriebsam war, errichtete die Regierung dort keinen Leuchtturm, sondern baute zunächst das Cape Poge Light (1801) bei Edgartown sowie das Tarpaulin Cove Light (1817) auf Naushon Island. Erst nach entsprechendem Protest der Einwohner bewilligte der Kongress der Vereinigten Staaten am 3. März 1817 Finanzmittel in Höhe von 5000 US-Dollar (heute ca. 105.000 Dollar) zur Errichtung eines Leuchtturms bei West Chop. Der 25 ft (7,6 m) hohe Turm ging am 5. Oktober 1817 in Betrieb und verfügte über ein rund 6 m × 10 m großes Haus für den aus Tisbury stammenden James Shaw West, der dort für ein Jahresgehalt von 350 Dollar (heute ca. 7.400 Dollar) als Leuchtturmwärter arbeitete.
1843 meldete der immer noch aktive West, dass sowohl der Turm als auch sein Haus undicht seien, sodass der Turm im Winter bereits von innen vereiste. Zudem bedrohe fortschreitende Bodenerosion die Standfestigkeit der Gebäude. 1846 wurden der Turm und das Wohnhaus daher an einer Position etwa 1.000 ft (304,8 m) südlich des alten Standorts neu errichtet. Der als Rundturm aus Steinen errichtete Leuchtturm wurde später mit Holz verkleidet, das ihm eine achteckige Außenansicht gab. Die Verkleidung wurde aufgrund erneuter Undichtigkeiten erforderlich. 1882 wurde ein mit Dampf betriebenes Nebelhorn installiert und ein weiteres Wohnhaus für den stellvertretenden Leuchtturmwärter (englisch assistant keeper) hinzugefügt.
1888 wurde das Hauptwohnhaus abgerissen und durch einen Neubau ersetzt. Aufgrund der zunehmenden Beliebtheit des Ortes im späten 19. Jahrhundert begannen die neu errichteten Wohnhäuser, das Licht des Leuchtturms zu verdecken. Daher wurde zunächst ein 17 ft (5,2 m) hoher Lichtmast auf dem Turm errichtet, bevor er 1891 durch das heute noch stehende Nachfolgebauwerk ersetzt wurde. Der ursprünglich rote Turm wurde 1896 mit weißer Farbe überstrichen.
Der Leuchtturm war 1976 der letzte, der auf der Insel automatisiert wurde. Bis heute verfügt er über eine Fresnel-Linse vierter Ordnung. Das dem Turm am nächsten stehende Haus wird von der US-Küstenwache genutzt, während das zweite Haus für Angehörige des amerikanischen Militärs als Ferienhaus dient.
Am 15. Juni 1987 wurde der Leuchtturm als West Chop Light Station unter der Nummer 87001506 in das National Register of Historic Places eingetragen.

## Architektur und Technik
Der 45 ft (13,7 m) hohe Turm wurde aus Ziegeln errichtet. Sein weißes Dauerlicht, das eine Reichweite von 14 sm (25,9 km) besitzt, wird alle 4 Sekunden unterbrochen (Occulting). Ein roter Sektor von 281° bis 331° warnt Schiffe vor zwei Untiefen. Der Turm verfügt zudem über ein Nebelhorn, das alle 30 Sekunden ein drei Sekunden anhaltendes Tonsignal aussendet (3s bl).